# Sumatloria testaceus
Sumatloria testaceus är en insektsart som först beskrevs av Lucien Chopard 1925.  Sumatloria testaceus ingår i släktet Sumatloria och familjen syrsor. Inga underarter finns listade i Catalogue of Life.